# Colepiocephale
Colepiocephale (que significa "cabeça-dura") é um gênero de dinossauro paquicefalossaurídeo dos depósitos do Cretáceo Superior de Alberta, Canadá. Foi coletado na Formação Principal (Campaniano médio, 80–77,5 ma). A espécie-tipo, C. lambei, foi originalmente descrita por Sternberg (em 1945 como Stegoceras lambei), e posteriormente renomeada por Sullivan em 2003. C. lambei é um paquicefalossauro em cúpula caracterizado principalmente pela falta de uma plataforma lateral e posteriosquamosal, um parietal fortemente voltado para baixo e a presença de dois nódulos incipientes dobrados sob a margem posterior da borda parietosquamosal.